# American Men and Women of Science
American Men and Women of Science (33.ª ed. publicada en 2015) desde hace 100 años, es una referencia biográfica de los principales científicos de Estados Unidos y Canadá, publicada como una serie de libros y en línea por Gale, la unidad de Cengage Learning.

## Hechos
Primero se compiló como American Men of Science (Hombres de EE. UU. de Ciencias) por J. McKeen Cattell en 1906 y, a partir de 2014, el libro ha publicado 32 ediciones en su 108 años de historia. En 1971, su nombre fue cambiado de American Men of Science a American Men and Women of Science (Hombres y Mujeres de EE. UU. de Ciencias).
Un revisor de Booklist describe a American Men and Women of Science como el "Cadillac de las biografías científicas". EIn 2010, Worldtrade Ensayos revisados de Libros Académicos, Profesionales y Técnicos  en Humanidades y Ciencias, escribió que American Men and Women of Science "... permanece sin par como una crónica de labores científicas y logros en Estados Unidos y Canadá." 
El más reciente proyecto editor de la 34.ª edición prevista para 2016 es Tracie Moy. Los últimos miembros del Consejo Asesor incluyen James E. Bobick, exjefe del Departamento de Ciencia y Tecnología Biblioteca Carnegie de Pittsburgh; K. Lee Lerner, David A. Tyckoson (decano asociado) Biblioteca Henry Madden, California State University en Fresno.
Los perfiles de personas vivas [AMWS], en los campos físicos y biológicos, así como científicos de la salud pública, ingenieros, matemáticos, estadísticos e informáticos. De acuerdo con el editor, los incluidos cumplieron con los siguientes criterios: (1) Logros Distinguidos, en razón de la experiencia, la formación o la realización, incluidas las contribuciones a la literatura, junto con la actividad continua en el trabajo científico; o (2) Actividad de investigación de alta calidad en ciencia como lo demuestre su publicación en revistas científicas acreditadas; o, (3) para aquellos cuyo trabajo no puede ser publicado debido a la seguridad gubernamental o industrial, la actividad de investigación de alta calidad en la ciencia como lo demuestra el arbitraje de pares del científico; o (4) La consecución de un puesto de responsabilidad sustancial que requiere una formación científica y experiencia. Los científicos no ciudadanos de EE. UU. o Canadá se incluyen, si una parte importante de su trabajo se llevó a cabo en esos países.